# 프랑사프리크

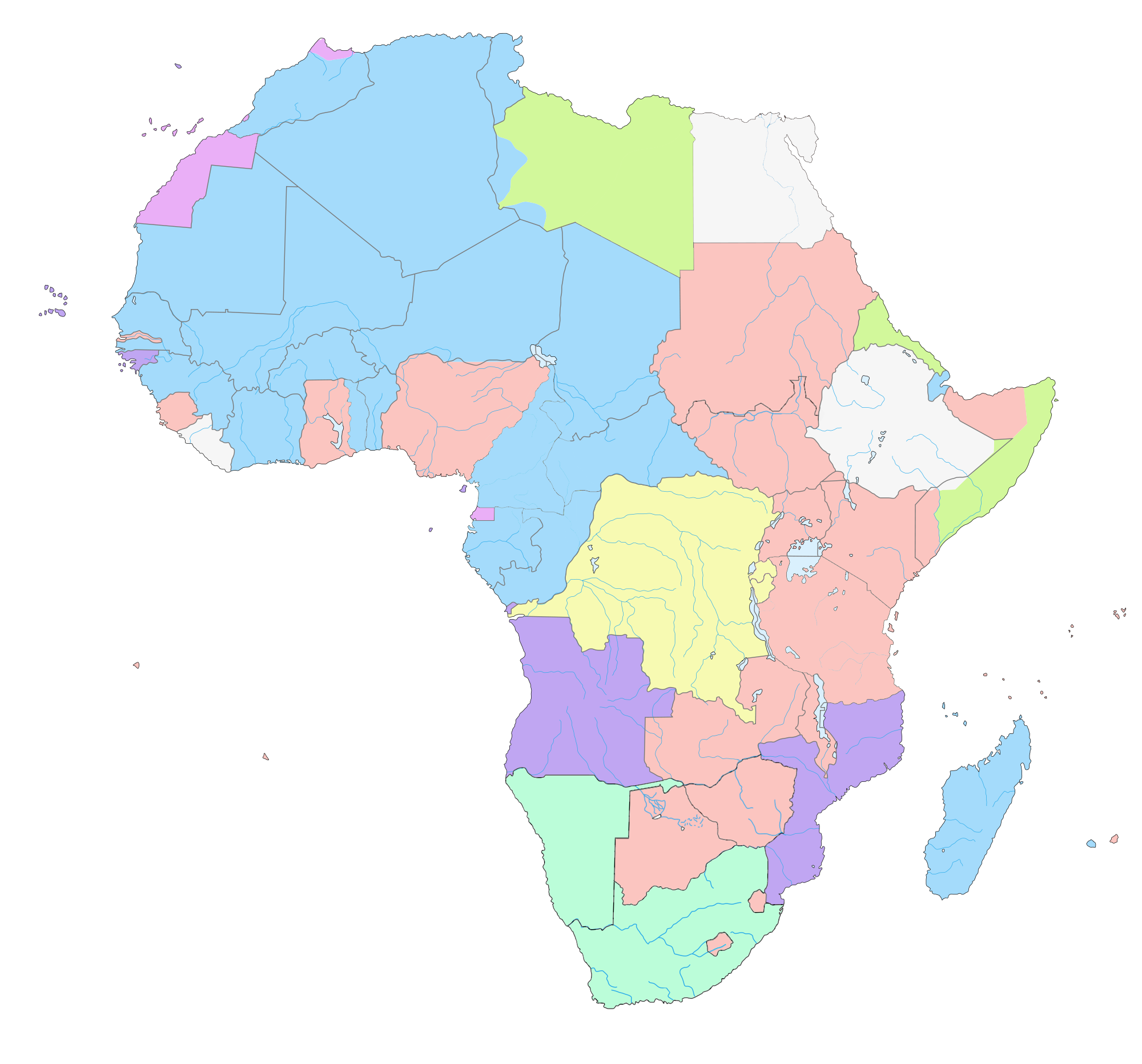
1930년 아프리카의 프랑스 식민지, 보호령 및 위임통치령(파란색)을 보여주는 지도: 프랑스령 적도 아프리카, 프랑스령 북아프리카, 프랑스령 소말릴란드 및 프랑스령 서아프리카. 과거 벨기에 식민지(노란색으로 표시)와 함께, 이 지역들은 오늘날 프랑스어권 아프리카의 대부분을 구성한다.
----
벨기에
프랑스
영국
이탈리아
포르투갈
스페인
법률상 독립국

프랑사프리크(Françafrique)는 아프리카에 있는 옛 프랑스와 (프랑스어권) 벨기에 식민지에 대한 프랑스의 영향권(또는 프랑스어로 프레 카레(pré carré), '뒷마당'을 의미)을 의미한다. 이 용어는 1955년 코트디부아르의 초대 대통령인 펠릭스 우푸에부아니가 자국과 프랑스의 긴밀한 관계를 설명하기 위해 사용한 표현인 France-Afrique에서 유래했다. 나중에 1998년 프랑수아 자비에르 베르샤브가 프랑코-아프리카 간의 정치, 경제, 군사 네트워크의 부패하고 은밀한 활동을 비판하기 위해 경멸적인 의미로 프랑스아프리크로 이름을 바꾸었으며, 이는 프랑스의 신식민주의로도 정의된다.
1959년부터 시작된 아프리카 식민지들의 독립 이후, 프랑스는 신생 국가들에 대한 영향권을 계속 유지했는데, 이는 당시 샤를 드골 대통령의 프랑스를 세계 강대국(프랑스어로 그랑되르(grandeur))이자 탈식민지 세계에서 영국과 미국의 영향력에 대한 방벽으로 보는 비전에 매우 중요했다. 미국은 냉전 기간 동안 이 지역이 소련의 영향력 아래에 놓이는 것을 막기 위해 아프리카에 대한 프랑스의 지속적인 존재를 지지했다. 프랑스는 옛 아프리카 식민지들과 제도적, 준제도적, 비공식적 수준을 아우르는 다층적인 긴밀한 정치, 경제, 군사, 문화적 관계를 유지했다.
프랑스아프리크는 냉전 중에 나타난 몇 가지 특징으로 특징지어진다. 그중 첫 번째는 프랑스 대통령과 그의 측근 보좌관들이 아프리카 정책 결정을 내리는 그룹인 아프리카 셀이었는데, 이들은 종종 강력한 비즈니스 네트워크와 프랑스 비밀 정보기관과 긴밀히 협력했다. 또 다른 특징은 프랑스 프랑 존(franc zone)으로, 대부분의 프랑스어권 아프리카 국가의 통화를 프랑스 프랑에 고정시킨 통화 동맹이었다. 프랑스아프리크는 또한 코오페라시옹(coopération)이라는 개념에 크게 기반을 두었는데, 이는 프랑스가 옛 아프리카 식민지들과 긴밀한 정치, 경제, 군사, 문화적 관계를 수립할 수 있도록 하는 일련의 협력 협정을 통해 실행되었다. 프랑스는 또한 이 지역의 안정 보증인으로 스스로를 보았으며, 따라서 아프리카에 대한 개입주의 정책을 채택하여 1960년부터 1990년대 중반까지 연평균 1회씩 군사 개입을 초래했다. 마지막으로, 프랑스아프리크의 핵심 특징은 프랑스와 아프리카 지도자들 간의 비공식적인 가족 같은 관계를 뒷받침하는 개인 네트워크였다. 이 네트워크는 종종 감독과 조사가 부족하여 부패와 국가 갈취로 이어졌다.
냉전 이후, 프랑스아프리크 체제는 프랑스의 재정 제약, 국내의 더 큰 대중적 감시, 핵심 프랑스아프리크 주체(포카르, 프랑수아 미테랑, 샤를 파스콰 및 엘프 아키텐 회원)의 사망, 그리고 프랑스의 유럽 연합 통합으로 인해 약화되었다. 옛 아프리카 식민지들의 경제 자유화, 높은 부채, 정치적 불안정과 다른 나라들과의 아프리카 무역 증가는 프랑스가 옛 식민지들과의 관계를 서서히 조정하게 만들었다.
프랑스는 젊은 아프리카 임원들이 고등 교육을 받을 수 있도록 프랑스에 오는 것을 도왔다. 졸업 후 프랑스어를 유창하게 구사하고 유럽 가치관을 습득한 이 젊은 아프리카인들은 자국으로 돌아갔다. 고위 임원이 된 그들은 고위 공무원으로서 국가 기관에 합류했다. 그리고 그들은 사회적 뿌리가 제한적이었음에도 불구하고 프랑스는 그들에게 도움을 주었고, 이는 그들을 자국 최고 권력층으로 이끌었다.

## 어원
프랑스아프리크라는 용어는 프랑스-아프리카라는 표현에서 유래했다. 가장 오래된 사용은 1945년 식민지 친화적 정치인이자 언론인 장 피오 (정치인)|lt=장 피오의 신문 오로르의 사설에서 처음 알려졌다. 이 용어는 종종 1955년 코트디부아르의 펠릭스 우푸에부아니 대통령의 연설에 잘못 귀속되었는데, 그는 독립에 동의하면서도 프랑스와 긴밀한 관계를 유지하는 것을 옹호했다. 우푸에부아니와 샤를 드골 및 조르주 퐁피두 정부(1958–1974)의 아프리카 정책 수석 고문이었던 자크 포카르 간의 긴밀한 협력은 지지자들에 의해 경제 및 산업 발전의 "코트디부아르의 기적"에 기여했다고 주장된다.
프랑스아프리크라는 용어는 이후 프랑수아 자비에르 베르샤브가 1998년 그의 책 라 프랑스아프리크: 공화국의 가장 긴 스캔들(La Françafrique: le plus long scandale de la République)의 제목으로 사용되었으며, 이 책은 아프리카에 대한 프랑스의 정책을 비판한다. 베르샤브와 그가 2005년 사망할 때까지 회장을 맡았던 협회 쉬르비(Survie)는 우푸에부아니의 표현을 재사용하여 프랑스와 아프리카 간의 많은 숨겨진 유대 관계를 명명하고 비난했다.
프랑스는 수십 년 동안 프랑스아프리크의 종식을 발표함으로써, 옛 프랑스령 아프리카 식민지들의 연이은 정부들이 독립한 이래로, 탈식민화 과정이 미완의 과정임을 입증하고 있을 뿐이다.

### 말장난
베르샤브는 또한 프랑스아프리크라는 용어에 있는 말장난을 언급했는데, 이는 "프랑스 아 프리크(France à fric)"(프랑스에 현금 공급원; fric은 프랑스어로 '현금'을 뜻하는 속어)과 유사하게 들리며, "40년에 걸쳐 부채, 원조, 석유, 코코아 등으로부터 횡령되었거나 프랑스 수입 독점을 통해 유출된 수십만 유로가 프랑스 정치-사업 네트워크(모두 주된 신 드골주의 네트워크의 분파)의 주주 배당금, 비밀 정보기관의 주요 작전 및 용병 원정을 재정 지원했다"고 말했다.

## 역사

### 샤를 드골 대통령 임기 (1958–1969)

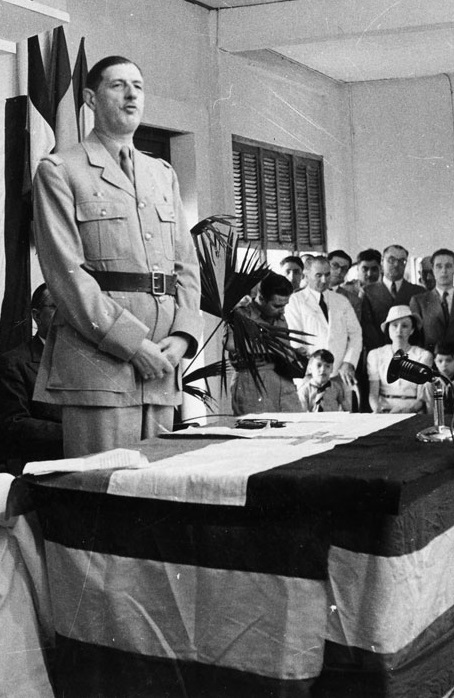
샤를 드골이 1944년 브라자빌 회의 개회식에서 연설하고 있다.

샤를 드골이 1958년 프랑스 대통령으로 복귀했을 때, 프랑스는 이미 제2차 세계 대전과 제1차 인도차이나 전쟁 및 알제리 전쟁으로 심각하게 약화되어 있었다. 그는 1960년에 사하라 이남 아프리카에 남아 있는 프랑스 식민지들에게 독립을 부여하여 그들과 긴밀한 문화적, 경제적 유대를 유지하고 더 많은 비용이 드는 식민지 전쟁을 피하려고 노력했다. 프랑스령 프랑스령 인도차이나와 프랑스령 알제리의 탈식민화와 비교하여, 사하라 이남 아프리카의 권력 이양은 대부분 평화로웠다. 그럼에도 불구하고, 드골은 프랑스의 세계 강대국(또는 프랑스어로 그랑되르)으로서의 지위와 탈식민지 세계에서 영국과 미국의 영향력에 대한 방벽으로서의 지위를 보존하는 데 열심이었다. 따라서 그는 옛 아프리카 식민지들과의 긴밀한 유대를 세계 무대에서 프랑스의 이미지를 향상시키는 기회로 보았다. 즉, 주요 강대국으로서 그리고 냉전 동안 미국과 소련 사이에서 균형을 맞추는 힘으로서의 프랑스의 이미지를 향상시키는 기회로 보았다. 미국은 이 지역이 소련의 영향력 아래에 놓이는 것을 막기 위해 아프리카에서 프랑스의 지속적인 존재를 지지했다. 마찬가지로, 영국은 서아프리카에 거의 관심이 없었고, 이로 인해 프랑스만이 그 지역의 유일한 주요 강대국으로 남게 되었다.
1958년 8월 24일, 브라자빌에서 샤를 드골 대통령은 아프리카 국가들이 독립에 대한 정당한 요구를 가지고 있지만, 프랑스와 그 식민지들을 포함하는 조직인 프랑스 공동체에서 정치적 학습 기간을 거쳐야 한다고 인정했다. 1958년 9월 28일에 해당 아프리카 국가들의 운명을 결정하기 위한 국민투표가 조직되었다. "찬성" 투표는 프랑스 공동체에 가입하고 독립의 길을 걷는 것을 의미했고, "반대" 투표는 즉각적인 독립을 의미했다. 드골은 또한 "반대" 투표를 하는 국가들은 "분리"를 저지를 것이며, 프랑스는 그들의 재정 및 물질적 원조를 철회할 것이라고 경고했다. 기니 민주당의 수장이었던 아메드 세쿠 투레가 이끄는 기니를 제외한 모든 국가가 찬성 투표를 했다. 1958년 10월 2일, 기니는 독립을 선언했고, 세쿠 투레는 초대 대통령이 되었다. 당시 프랑스는 아직 제1차 인도차이나 전쟁 패배를 수습하고 있었고, 카메룬과 다른 아프리카 국가들에서 봉기가 일어날 것을 우려했다. 파리는 기니가 이 지역에서 비슷한 움직임을 부추길 수 있다고 우려하여 정치적, 경제적 보복을 가하기로 결정했다. 세쿠 투레는 1958년 10월 15일에 드골에게 기니가 CFA 프랑 존에 남아 있기를 요청하는 편지를 보냈지만, 프랑스는 그들의 독립 이후 화폐 동맹에서 그들을 추방했다. 단호하게 고립된 기니는 냉전 시대에 동구권 국가들과 가까워졌다. 그들은 외국 전문가들의 도움을 받아 새로운 통화를 만들기 시작했지만, 프랑스는 이를 이 지역의 안정과 자국의 영향력에 대한 위협으로 보았다. 따라서 1959년, 프랑스는 현재 정권을 약화시키기 위한 작전을 시작했다. 사용된 불안정화 방법 중 "오페라시옹 페르시유(Operation Persil)"라는 작전은 인플레이션을 유발하고 경제를 교란하기 위해 국내에 대량의 위조 지폐를 유통시키는 것이었다. 그럼에도 불구하고, 소련과 중국의 도움으로 세쿠 투레의 정권은 1984년 그가 사망할 때까지 권력을 유지했다.
프랑스의 그랑되르에 대한 비전을 실행하기 위해, 드골은 제2차 세계 대전 중 레지스탕스의 친한 고문이자 전 정보 요원이었던 자크 포카르를 아프리카 및 마다가스카르 문제 담당 사무총장으로 임명했다. 포카르는 사하라 이남 아프리카에서 프랑스의 영향력을 유지하는 데 핵심적인 역할을 했는데, 그는 프랑스의 옛 사하라 이남 아프리카 식민지들(베냉, 부르키나파소, 중앙아프리카 공화국, 차드, 코모로, 지부티, 가봉, 기니, 코트디부아르, 말리, 모리타니, 니제르, 콩고 공화국, 세네갈), 옛 유엔 신탁통치령(카메룬과 토고), 옛 벨기에 식민지들(르완다, 부룬디, 콩고 민주 공화국)과 옛 포르투갈령(기니비사우) 및 스페인령(적도 기니) 영토들을 포함하는 아프리카 국가들의 집합체와 정치, 경제, 군사, 문화 부문을 포괄하는 일련의 협력 협정을 체결했다. 이 전체 집합체와의 프랑스 관계는 1961년에 옛 식민지부인 해외 프랑스부로부터 설립된 협력부(Ministry of Cooperation)에 의해 관리되었다. 협력부는 아프리카에서 프랑스의 새로운 영향력 체제의 중심 역할을 했으며, 나중에 1999년 프랑스 유럽외교부와 합병되었다. 포카르는 또한 프랑스와 아프리카 지도자들 간의 비공식적이고 가족 같은 관계를 뒷받침하는 촘촘한 개인 네트워크를 구축했다. 이러한 협정과 관계, 그리고 프랑스 프랑 존은 프랑스가 옛 사하라 이남 아프리카 식민지들과 제도적, 준제도적, 비공식적 수준을 포함하는 다층적인 긴밀한 관계를 유지할 수 있도록 했다.
포카르는 발레리 지스카르 데스탱 프랑스 대통령에 의해 그의 젊은 부관인 르네 주르니아크로 교체될 때까지 수석 고문직을 계속 수행했다. 1995년 프랑스 대통령이 된 시라크는 다시 포카르의 조언을 구했고, 심지어 프랑스 대통령으로서 첫 아프리카 방문에 그를 동반했다. 포카르는 1997년 사망할 때까지 프랑코-아프리카 관계에서 역할을 계속했다.

### 조르주 퐁피두 대통령 임기 (1969–1974)
조르주 퐁피두는 5년간의 집권 기간 동안 드골주의 전통을 깨지 않았다. 프랑스아프리크는 포카르의 지도 아래 매우 강력했으며, 이 시기에 프랑스, 프랑스 기업, 아프리카 엘리트 간의 네트워크 시스템이 공고해졌다.

### 발레리 지스카르 데스탱 대통령 임기 (1974–1981)
발레리 지스카르 데스탱이 1974년 집권했을 때, 그는 드골의 관행을 깨고 프랑스와 아프리카 간의 관계를 현대화할 의도를 가지고 있었다. 이러한 의도에도 불구하고, 그는 몇 가지 장애물에 직면했다. 첫째, 프랑스아프리크의 네트워크는 아파르트헤이트에도 불구하고 남아프리카 공화국과 강한 유대 관계를 유지했던 주르니아크 덕분에 지속되었으며, 프랑스에 필수적인 원자재를 제공하는 콩고, 가봉, 니제르와도 강한 유대 관계를 유지했다. 그는 또한 아프리카 국가들의 정치적 불안정에 직면하여 "아프리카의 경찰" 역할을 하게 되었다. 즉, 현지 지도자들에게 도움을 주기 위해 특히 차드와 자이르에 군사적으로 개입했다. 마지막으로, 마지막 장애물은 1979년 10월 르 카나르 앙셰네에 의해 밝혀진 부패 사건에 프랑스 대통령이 연루되었다는 것이었다. 장베델 보카사 중앙아프리카 공화국 황제는 그에게 여러 차례 다이아몬드 가방을 보낸 것으로 알려졌다. 처음에는 이 사건에 대해 침묵하다가, 새로운 증거가 나오자 마침내 입을 열어 받은 선물은 모두 팔았고 모금된 돈은 NGO에 지불했다고 선언했다. 사실보다는 무엇보다도 이 사건의 상징성이 발레리 지스카르 데스탱을 흔들었다.

### 프랑수아 미테랑 대통령 임기 (1981–1995)
프랑수아 미테랑의 14년간의 집권 동안, 두 가지 역동성이 서로 대립했다. 아프리카에서 프랑스의 이익을 방어하는 것이 여전히 필수적이었다. 이는 그가 드골이나 퐁피두와 달리 사회주의자였음에도 불구하고 미테랑 전임자들의 정치적 선택과 일치하는 것이었다. 그럼에도 불구하고, 프랑스아프리크에 관한 외교 정책 교리에 변화가 있었다. 미테랑은 프랑스 국가가 분배하는 공적 재정 및 물질적 원조를 아프리카 국가들의 민주화 조건으로 삼았다.
또한, 남아프리카 공화국과 강한 유대 관계를 유지했던 그의 전임자들과 달리, 미테랑은 아파르트헤이트의 범죄를 비난했다.
자크 시라크가 1986년부터 1988년까지 프랑스 총리였을 때, 동거 기간 동안 그는 아프리카 문제에 대해 포카르에게 자문을 구했다.

### 자크 시라크 대통령 임기 (1995–2007)
1995년, 여러 차례의 시도 끝에 시라크는 프랑스 대통령으로 선출되었다. 그는 파리 시장과 총리 시절 아프리카 문제에 대한 그의 고문이었던 포카르를 데리고 왔다. 일반적으로 시라크는 드골이 이전에 구축했던 아프리카와의 특별한 관계를 유지하기 위한 프랑스 외교적 노력을 계속했다. 그는 CFA 프랑의 평가절하와 협력 개혁에 반대했는데, 이는 그에게 아프리카 대륙에서 프랑스 연대를 포기하는 것이 될 것이었다. 그는 현재의 아프리카 정치 지도자들에게 높이 평가받았지만, 자이르의 모부투 세세 세코 독재 정권과의 친밀성에서 보이듯이 그의 외교 정책에서 인권 문제를 우선순위에 두지 않았다.

### 니콜라 사르코지 대통령 임기 (2007–2012)
니콜라 사르코지는 프랑코-아프리카 관계를 변화시키기 위해 노력했다. 그는 프랑스 국가의 "아프리카 셀"을 외교 셀에 편입시켜, 한때 포카르가 엮었던 수십 년간의 공식 및 비공식 네트워크 페이지를 닫았다. 그러나 사르코지는 2007년 7월 26일 다카르의 셰이크 안타 디오프 대학교에서 "아프리카인은 역사에 충분히 들어서지 못했다"며 "아프리카의 문제는 어린 시절 잃어버린 낙원에 대한 향수 속에서 너무 많이 살고 있다는 것"이라고 선언하며 분노를 유발하기도 했다.

### 프랑수아 올랑드 대통령 임기 (2012–2017)
프랑수아 올랑드의 5년 임기는 아프리카에 대한 프랑스 외교 정책의 양가성으로 특징지어졌다. 그는 집권 시 프랑스아프리크의 종식을 약속했으며, "프랑스아프리크 시대는 끝났다. 프랑스가 있고 아프리카가 있으며, 존중, 명확성, 연대에 기반한 프랑스와 아프리카 간의 파트너십이 있다"고 선언했다. 그러나 올랑드는 사헬에 군대를 배치했으며, 네트워크는 다소 은밀하게 유지되었다. 또한 이드리스 데비나 폴 비야와 같은 많은 아프리카 독재자들의 존재는 프랑스 이익이 내재된 프랑스아프리크와 명확히 단절하기 어려운 프랑스의 어려움을 상기시켰다. 이는 이러한 문제에 있어 미테랑 시절과 관련된 희망과 환멸을 상기시켰다.

### 에마뉘엘 마크롱 대통령 임기 (2017–현재)
2017년 8월, 에마뉘엘 마크롱은 시민 사회 인사들, 주로 아프리카 디아스포라 구성원들로 구성된 자문 기구인 아프리카 대통령 자문 위원회를 설립했다. 지지자들은 이 기관을 아프리카 관련 문제에 대해 공무원이나 기업 지도자들보다는 시민 사회 인사들을 모으는 방법으로 보지만, 다른 이들은 이를 아프리카 엘리트, 디아스포라, 그리고 아프리카에서의 프랑스 이익 사이의 새로운 가교로 보고 있다.
2021년 4월, 마크롱 대통령은 차드 변혁과 화합을 위한 전선 (FACT) 반군과 최전선에서 싸우던 중 사망한 이드리스 데비 대통령의 장례식에 참석하기 위해 차드를 방문했다. 데비는 1990년부터 사망할 때까지 차드를 통치했으며, 그의 아들이자 육군 장군인 마하마트 데비 이트노가 일부에서 "제도적 쿠데타"라고 부르는 방식으로 뒤를 이었다. 프랑스 국가 원수의 공식 방문은 이 권위주의 정권을 합법화하는 데 기여했다.
2020년대 쿠데타 벨트에서 부르키나파소, 말리, 니제르의 군부 정권은 프랑스 군대의 자국 영토 내 작전을 허용하는 군사 협정을 취소했으며, 이 모든 국가들은 또한 프랑스어를 공식 언어에서 삭제했다. 이들 국가들은 또한 2023년에 상호 방위 조약을 체결했다.
2025년 1월 31일, 프랑스 국방 및 군사 위원회에서 채택된 보고서는 2017년 에마뉘엘 마크롱이 첫 임기 동안 시작한 프랑스와 아프리카 국가들 간의 관계를 갱신하려는 시도가 실패했으며, 아프리카에서 프랑스의 이미지가 악화되었음을 지적했다.
2025년 4월, 의회 정보 대표단은 아프리카 내 프랑스 비밀 정보기관에 대한 보고서를 발표했다. 대표단은 예상치 못한 정권 전복이 반복적으로 발생하는 것에 우려를 표명하며, 프랑스 정보기관의 결함을 드러냈다.
2025년 6월, 프랑스 대통령 에마뉘엘 마크롱에 따르면 "러시아가 직접적으로, 또는 바그너를 통해 제안하는 해결책은 신식민주의이다. 그것은 당신의 지도자로서의 위치를 확보한다. 그리고 나서 당신의 광산을 가져가고, 당신의 정보 시스템을 가져가며, 그 나라를 봉쇄한다. 이것은 개발 원조가 아니다." 러시아군은 2017년부터 이 지역에 주둔해 왔으며, 정부 관계는 냉전 시대로 거슬러 올라간다. 바그너 그룹은 사헬에서 전투를 위해 파견되었으며, 금과 기타 자원 비축량의 대가로 2021년 12월 말리에 처음 배치되었다. 말리 정부는 군사 정권이 집권한 후 바그너에 공식적으로 도움을 요청했다. 러시아군은 또한 수단, 부르키나파소, 중앙아프리카 공화국, 차드, 니제르, 리비아와 같은 국가들에서 현지 정부의 영향력을 공고히 하고 지하디스트와 싸우는 역할을 명시하며 훈련과 전문 지식을 제공했다. 그들은 또한 수많은 잔학 행위를 저질렀으며, 폭력을 줄이기는커녕 이 지역의 폭력은 더욱 증가하여 그들의 필요성을 더욱 확고히 하는 것으로 보인다.
러시아는 또한 이들 국가들에서 서구 세력의 광물 자원 접근을 줄이기 위해 노력하고 있다.
2025년 7월, 프랑스에서는 그랜드 오리엔트 로지 협회(Association of Grand Orient Lodges)가 주최하는 "아프리카와 프랑스, 갈림길: 프랑코-아프리카 관계 재고를 위한 필수 대화"라는 제목의 컨퍼런스가 개최될 예정이다.

## 냉전 시대의 특징

### 아프리카 셀
프랑스의 아프리카 정책에 대한 결정은 1958년부터 프랑스 대통령의 책임(또는 프랑스어로 도멘 레제르베(domaine réservé))이었다. 그들과 그들의 측근 보좌관들은 아프리카 셀을 구성했고, 프랑스 의회와 비정부 기구와 같은 시민 사회 주체들과 광범위한 논의 없이 아프리카 국가들에 대한 결정을 내렸다. 대신 아프리카 셀은 강력한 비즈니스 네트워크와 프랑스 비밀 정보기관과 긴밀히 협력했다.
아프리카 셀의 창립자인 자크 포카르는 샤를 드골 대통령에 의해 임명되었다. 그는 엘리제궁에서 아프리카 문제 전문가가 되었다. 1986년부터 1992년까지 프랑수아 미테랑 대통령의 아들이자 아프리카에서 프랑스 통신사 기자였던 장-크리스토프 미테랑은 아프리카 셀에서 아프리카 정책 수석 고문직을 맡았다. 그는 파파마디(Papamadi)(‘아빠가 말씀하셨다’로 번역됨)라는 별명으로 불렸다. 그는 아프리카 외교 고문으로 임명되었지만, 직책의 차이는 상징적일 뿐이었다. 이후 클로드 게앙은 사르코지 대통령의 아프리카 고문으로 재직했다. 2017년 마크롱 대통령은 프랑크 파리를 같은 직책에 임명했다.

### 프랑스 프랑 존
사하라 이남 아프리카의 통화 동맹인 프랑스 프랑 존은 CFA 프랑 (또는 프랑 드 라 코뮤노테 피낭시에르 아프리켄(franc de la Communauté Financière Africaine))이 1945년에 프랑스의 아프리카 식민지 십여 개국의 식민지 통화로 창설될 때 설립되었다. 이 존은 1960년대 초 식민지들이 독립을 달성한 후에도 계속 존재했으며, 오직 세 개의 아프리카 국가만이 주로 국가적 위신을 이유로 이 존을 떠났다. 이 세 국가 중 하나인 말리는 1984년에 다시 존에 합류했다. CFA 프랑은 프랑스 프랑에, 현재는 유로에 고정되어 있으며, 그 환전성은 프랑스 재무부에 의해 보장된다. 동일한 환율을 공유함에도 불구하고, CFA 프랑은 실제로는 두 가지 통화인 중앙아프리카 CFA 프랑과 서아프리카 CFA 프랑이며, 각각 중앙아프리카와 서아프리카의 해당 중앙은행에 의해 운영된다. 회원국들의 외환 보유고는 통합되어 있으며, 두 아프리카 중앙은행은 각각 외환 보유고의 65%를 프랑스 재무부에 예치한다.
프랑스 프랑 존은 아프리카 국가들에게 통화 안정성을 제공하기 위한 것이었는데, 코트디부아르와 같은 회원국들은 지난 50년간 연평균 6%의 상대적으로 낮은 인플레이션을 경험했으며, 이는 비회원국인 이웃 가나의 29%와 비교된다. 또한, CFA 프랑과 프랑스 프랑 간의 고정 환율은 1994년에 CFA 프랑이 고평가된 것으로 간주되었을 때 단 한 번만 변경되었다. 그러나 이 통화 협정은 프랑스가 CFA 프랑의 통화량을 통제하고 이사회[*역주: 원문은 'boards'임]를 통해 아프리카 중앙은행의 의사 결정 과정에 영향을 미칠 수 있도록 했다.
CFA 프랑이 유로와 동일한 가치를 유지하는 것은 프랑스 기업과 프랑스인들이 어떠한 외화도 지불할 필요 없이 아프리카 자원(예: 코코아, 커피, 금, 우라늄 등)을 구매할 수 있도록 했다. 또한 CFA 프랑이 유로에 고정되어 있어 통화 변동의 위험이 거의 없기 때문에 이 지역에 대한 프랑스 투자에 대한 보증 역할을 한다. 토탈, 오렌지, 부이그와 같은 많은 프랑스 기업들은 이러한 자유로운 자본 이동을 이용하여 이들 14개국에서 얻은 이익을 일반적인 외환 위험 없이 본국으로 가져왔다.
CFA 프랑 비판론자들은 또한 유로존 내에서 발생하는 경제 순환이 UEMOA 및 CEMAC에서 발생하는 경제 순환과 다르기 때문에 CFA 프랑의 유로 환전 구조가 불공정하다고 지적한다. 이는 간접적으로 14개 아프리카 국가들이 통화 정책 측면에서 EU의 역학에 종속되게 한다. 그럼에도 불구하고, 유럽 중앙은행의 주요 임무는 EU의 인플레이션을 통제하는 것이지만, 대부분의 아프리카 국가들의 현재 우선순위는 일자리 창출 및 인프라 투자이며, 이는 인플레이션을 유발하는 정책이다. 따라서 일부는 CFA 프랑의 환전성이 아프리카 국가들의 발전에 해를 끼친다고 말한다.
전문가들은 또한 CFA 프랑이 아프리카에서 프랑스의 지속적인 통화 지배의 상징이라고 비난한다.
2025년 5월, CFA 프랑 사용에 반대하는 운동가, 경제학자 및 시민 사회 대표자들이 아프리카 수도 전역에서 컨퍼런스와 회의를 개최할 예정이다.
2025년 5월 16일, "셰이크 안타 디오프를 위한 5,000명의 젊은이 행진"이라는 시위가 세네갈 다카르 거리에 수천 명의 시위대를 불러 모았다. 이 시위는 범아프리카주의 운동에 의해 주도되었으며, "신식민주의 통화"로서의 CFA 프랑 폐기와 "수세기 동안의 아프리카 착취에 대한 프랑스로부터의 재정적 배상 요구"를 포함한 요구를 제기했다.

### 협력 협정
1960년대 초, 프랑스 정부는 코오페라시옹(coopération) 또는 "독립 후 관계"라는 개념을 발전시켰다. 이 개념은 프랑스어와 문화를 홍보하고, 프랑스 제품 시장을 확보하며, 프랑스의 힘을 투사하는 등 프랑스 영향력을 전 세계로 확산하려는 노력과 관련이 있었다.